# Shire of Serpentine-Jarrahdale
Shire of Serpentine-Jarrahdale is een lokaal bestuursgebied (LGA) in West-Australië dat deel uitmaakt van de stadsagglomeratie Perth.
Het telde 32.173 inwoners in 2021. De hoofdplaats is Mundijong.

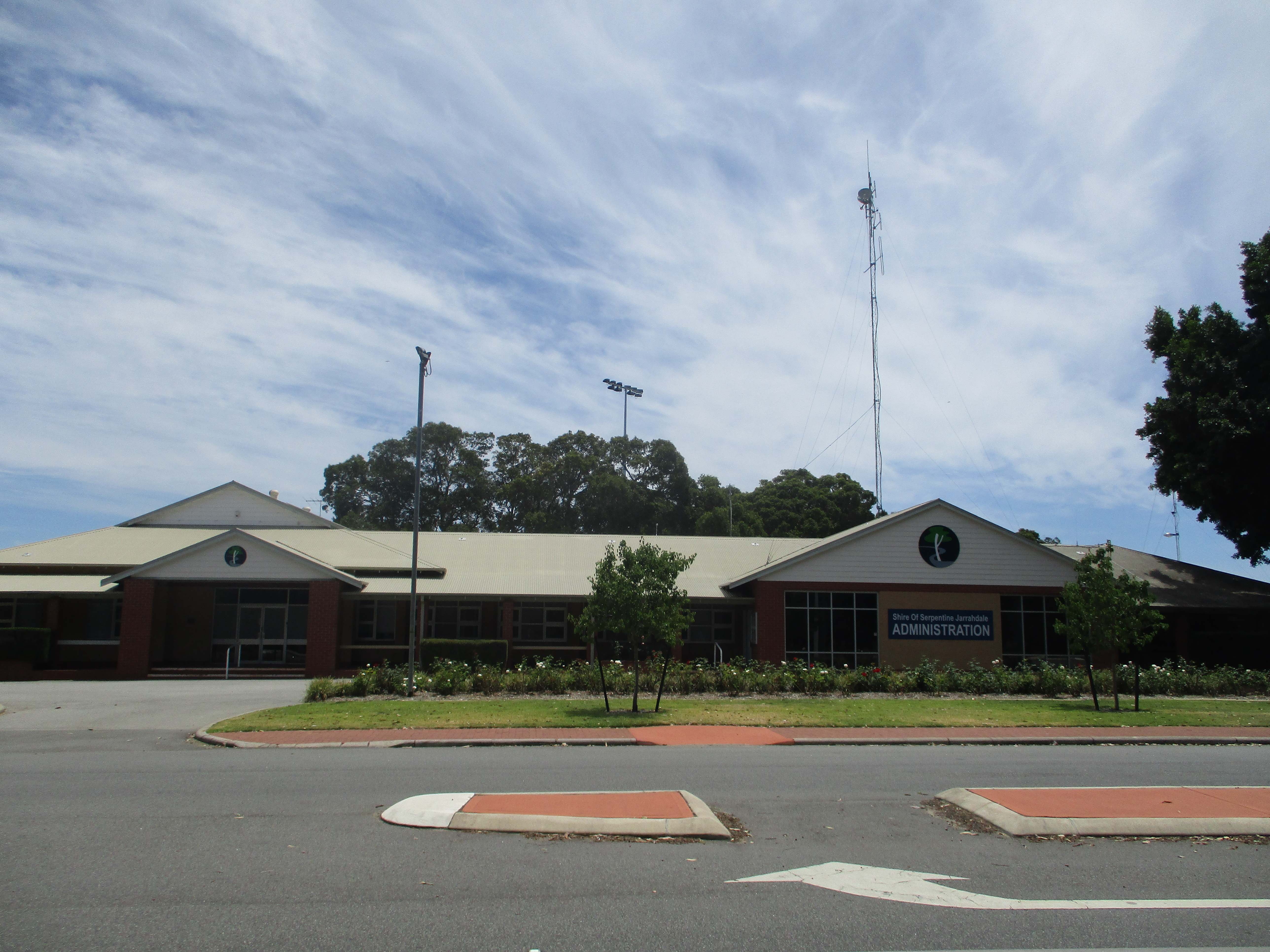
Districtsgebouw in 2019

## Geschiedenis
Op 27 november 1897 werd het Serpentine Road District opgericht. Het ging op 8 augustus 1913 in het Serpentine-Jarrahdale Road District op. Ten gevolge de Local Government Act van 1960 werd dit district op 23 juni 1961 hernoemd tot de Shire of Serpentine-Jarrahdale.

## Beschrijving
Het lokale bestuursgebied Shire of Serpentine-Jarrahdale beslaat een oppervlakte van 905 km². Het wordt bij de stadsagglomeratie Greater Perth gerekend en ligt ongeveer 50 kilometer ten zuidzuidoosten van de West-Australische hoofdstad Perth. Er ligt 801 kilometer weg.
Het bestuursgebied wordt opgedeeld in drie wards:
- North (4 afgevaardigden)
- North West (2 afgevaardigden)
- Southern (3 afgevaardigden)

In 2021 telde 32.173 Shire of Serpentine-Jarrahdale inwoners. Minder dan 5 % was van inheemse afkomst.

## Plaatsen, dorpen en lokaliteiten
De volgende plaatsen liggen in het lokale bestuursgebied:
- Byford
- Cardup
- Hopeland
- Jarrahdale
- Karrakup
- Keysbrook
- Mardella
- Mundijong
- Oakford
- Oldbury
- Serpentine
- Whitby

## Bevolkingsaantal
| Jaar | Bevolkingsaantal |
| ---- | ---------------- |
| 1911 | 1.454            |
| 1921 | 1.181            |
| 1933 | 1.674            |
| 1947 | 1.709            |
| 1954 | 1.833            |
| 1961 | 1.830            |
| 1966 | 1.728            |
| 1971 | 1.981            |
| 1976 | 3.753            |
| 1981 | 5.039            |
| 1986 | 6.470            |
| 1991 | 8.033            |
| 1996 | 9.749            |
| 2001 | 11.062           |
| 2006 | 12.889           |
| 2011 | 17.746           |
| 2016 | 26.873           |
| 2021 | 32.173           |